# Purg
Purg je priimek več znanih Slovencev:
- Adam Purg (*1959), politolog
- Danica Purg (*1946), politologinja, profesorica menedžmenta
- Franc Purg (*1955), kipar
- Kristina Šamperl Purg (1950-2002), arhivistka, kulturna delavka (Ptuj)
- Peter Purg, medijski umetnik?, dekan Fakultete za humanistiko v Novi Gorici
- Urška Purg, muzealka